# Dailymotion

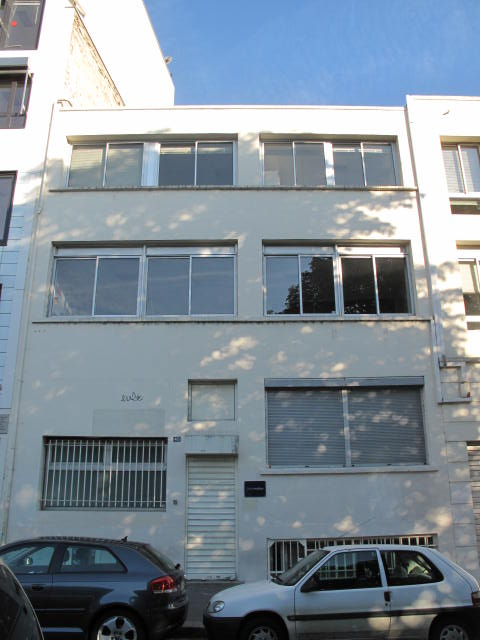
Предыдущий главный офис компании в Париже

Dailymotion — французский видеохостинг. По состоянию на 2017 год Dailymotion является 114-м по посещаемости сайтом мира по версии Alexa Internet. Наибольшее количество посетителей сайта из Японии и США.

## История
В марте 2005 года Бенжамен Бежбом и Оливье Пуатре открыли сайт Dailymotion из апартаментов Пуатре в Париже. 6 человек вложили в общей сложности 6 тысяч евро в начале бизнеса. В сентябре 2006 года Dailymotion в сотрудничестве с Atlas Ventures и Partech International собрали 7 миллионов евро, что было сочтено самой большой прибылью во французском сегменте Интернета за 2006 год. В октябре 2009 года французское правительство инвестировало в Dailymotion через использование фонда стратегического инвестирования. 25 января 2011 года французская телекоммуникационная компания Orange купила 49 % акций Dailymotion за 62 миллиона евро.
Видеохостинг работает в 44 странах: Аргентина, Австралия, Австрия, Бельгия, Бразилия, Канада, Колумбия, Хорватия, Чехия, Дания, Финляндия, Франция, Германия, Греция, Гонконг, Венгрия, Индонезия, Ирландия, Италия, Япония, Литва, Малайзия, Мексика, Нидерланды, Новая Зеландия, Норвегия, Польша, Португалия, Румыния, Сингапур, Словакия, Словения, Южная Африка, Южная Корея, Испания, Швеция, Швейцария, Тайвань, Таиланд, Великобритания и США.

### Офисы
Главный офис компании находится в 17-м округе Парижа. Dailymotion начала расширять свою сеть офисов в 2008 году, когда был открыт офис в Лондоне. С тех пор Dailymotion также открыла офисы в Нью-Йорке (2009 год) и Сан-Франциско (2011 год).

## Dailymotion Cloud
В октябре 2010 года был запущен для того, чтобы использовать избыток пропускной способности и нынешних ресурсов, Dailymotion Cloud — сервис для хранения видео других видеохостингов. По состоянию на ноябрь 2011 года Dailymotion Cloud имел 2500 служащих, но не достиг ожидавшегося оборота сервиса. Dailymotion Cloud позволяет конвертировать видео в форматы, удобные как для компьютеров, так и для планшетов, телевизоров или смартфонов.

## Блокировки Dailymotion
Dailymotion заблокирован в Казахстане с августа 2011 года.
В 2012 году к Dailymotion был ограничен доступ в Индии на основании решения суда. 22 июня Индия разблокировала доступ к видеообменникам, в том числе и к Dailymotion. Высший суд Мадраса изменил его раннее предписание заблокировать их, объяснив это тем, что доступ должен быть ограничен только к URL, содержащим пиратское содержимое.
2 декабря 2016 года Мосгорсуд вынес решение о постоянной блокировке сайта на территории РФ по жалобе телеканала Пятница! из-за нарушения авторских прав (размещения на видеохостинге реалити-шоу «Пацанки»). 28 января 2017 года блокировка сервиса вступила в силу.
В 2022 году к Dailymotion был ограничен доступ в России.